# Roberto Sosa (Fußballspieler)
Roberto Carlos Sosa, auch bekannt unter seinem Spitznamen El Pampa (* 24. Januar 1975 in Buenos Aires) ist ein ehemaliger argentinischer Fußballspieler und heutiger -trainer. 

## Spielerkarriere
Sosa begann seine Fußballkarriere bei seinem Heimatverein Gimnasia y Esgrima La Plata. Hier spielte er von 1995 bis 1998. 1998 wechselte er nach Europa und spielte für vier Saisons bei Udinese Calcio. Anschließend kehrte er wieder nach Argentinien zurück und spielte dort für die Boca Juniors und seinen Heimatverein. Nach einem Jahr spielte er wieder in Italien, jeweils eine Saison für Ascoli Calcio und den FC Messina. Ab der Saison 2004/05 bis 2008 spielte Sosa als Stürmer für die SSC Neapel. Er schaffte mit Neapel den Aufstieg von der Serie C1 in die Serie A. Im Anschluss kehrt er abermals zu seinem Jugendclub nach Argentinien zurück, ehe er nochmals in Italien für Sanremese Calcio aktiv war.
Seine letzte Karrierestation war der schweizerische Zweitligist FC Rapperswil-Jona, bei dem er seine Karriere 2011 beendete.

## Trainertätigkeit
Seine Karriere als Trainer startet er 2014 in der Serie D bei Sorrento 1945. Hier wurde Sosa bereits Anfang Januar 2015 freigestellt. Zur Saison 2015/16 wechselte er zur ASD US Savoia 1908, einem unterklassigen Klub in Italien. Im Anschluss betreute er CS Vultur Rionero, ebenfalls ein unterklassiger Klub. Hier erreichte er Tabellenplatz 14. Danach wurde es ruhig um den ehemaligen Stürmer. Zur Saison 20/21 wechselte er in die Vereinigten Arabischen Emirate zum Zweitligisten Dibba al-Hisn Sports Club.